# Palazzo Grazioli
Palazzo Grazioli è un edificio di Roma situato tra palazzo Doria-Pamphili e palazzo Altieri, in una zona ricca di reperti archeologici della Roma antica, il Campo Marzio. È il frutto di numerose modifiche e restauri effettuati dalle diverse famiglie nobili romane che vi abitarono nei secoli.

## Storia
Le fonti più antiche rilevano nel sito il palazzo della famiglia Ercolani che fu realizzato da Giacomo della Porta nel corso del '500. Successivamente la famiglia di Alessandro Gottifredi, generale della Compagnia di Gesù, che vi si stabilì, fece effettuare un radicale restauro da Camillo Arcucci, un architetto del barocco romano, negli anni dal 1645 al 1650. Agli inizi dell'800 il palazzo fu residenza dell'ambasciatore d'Austria e poi dell'Infanta di Spagna, nonché duchessa di Lucca, Maria Luisa di Borbone-Spagna che vi morì nel 1824.
Fu poi acquistato dal commendatore Vincenzo Grazioli, poi barone di Castelporziano e duca di Santa Croce di Magliano. Nel 1863 fu affidato il restauro ad Antonio Sarti, che nel corso di lunghi lavori, terminati nel 1874, aggiunse il corpo che affaccia su Piazza Grazioli.
Al momento dell'acquisto del palazzo, la nobiltà dei Grazioli era di recente concessione. Il capostipite commendatore Vincenzo Grazioli era un tipico rappresentante del "generone" della Roma papalina, quel ceto di grandi affittuari dei latifondi (che a loro volta subappaltavano), che fin dal XVI secolo garantiva la liquidità delle classi dominanti cittadine e la tutela degli approvvigionamenti alimentari, e riusciva in alcuni casi - come avvenne per i Torlonia - ad integrarsi nella nobiltà storica per via di matrimoni. 
I Grazioli giunsero dalla Valtellina alla fine del Settecento (l'immigrazione valtellinese a Roma era favorita dai papi, che avevano destinato loro una compagnia dell'annona, impiegandoli come facchini, misuratori e macinatori di granaglie). 

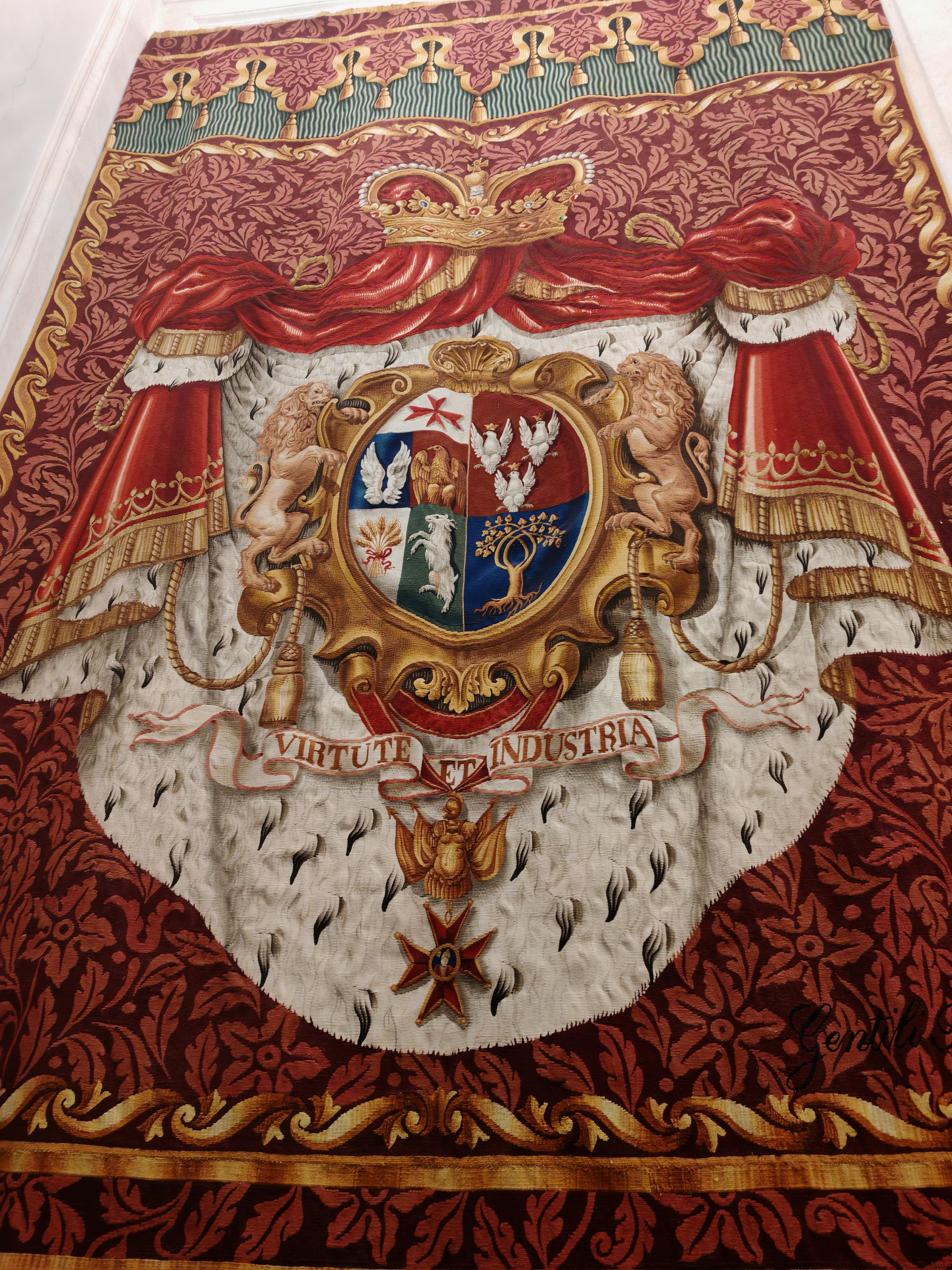
Stemma della famiglia Grazioli

Vincenzo Grazioli cominciò quindi come affittuario di molini sul Tevere, che poi acquistò, divenendo successivamente fornaio (in grande), e poi "mercante di campagna" e proprietario terriero. Fu nominato da Gregorio XVI barone di Castelporziano nel 1832 (il commendatore aveva acquistato la tenuta nel 1823) e poi nobile romano nel 1843, e infine promosso duca di Santa Croce di Magliano nel 1851 da Pio IX, al quale la famiglia rimase fedelissima fino alla fine dello Stato pontificio. Il figlio Pio (1822-1884) sposò nel 1847 Donna Caterina dei Duchi Lante Montefeltro della Rovere (sicché la famiglia si chiamò poi Grazioli Lante della Rovere). Fu insieme ai figli tra i protagonisti della mondanità romana del secondo Ottocento (si veda Caccia alla volpe), ma anche il patron della ricostruzione della Chiesa di San Giovanni della Malva in Trastevere. Per la vita a villa Grazioli si veda la bella documentazione fotografica dell'Archivio Primoli. Un discendente, Massimiliano Grazioli Lante della Rovere, fu vittima nel 1977 di un drammatico sequestro, conclusosi con il suo omicidio, messo in atto dalla Banda della Magliana.

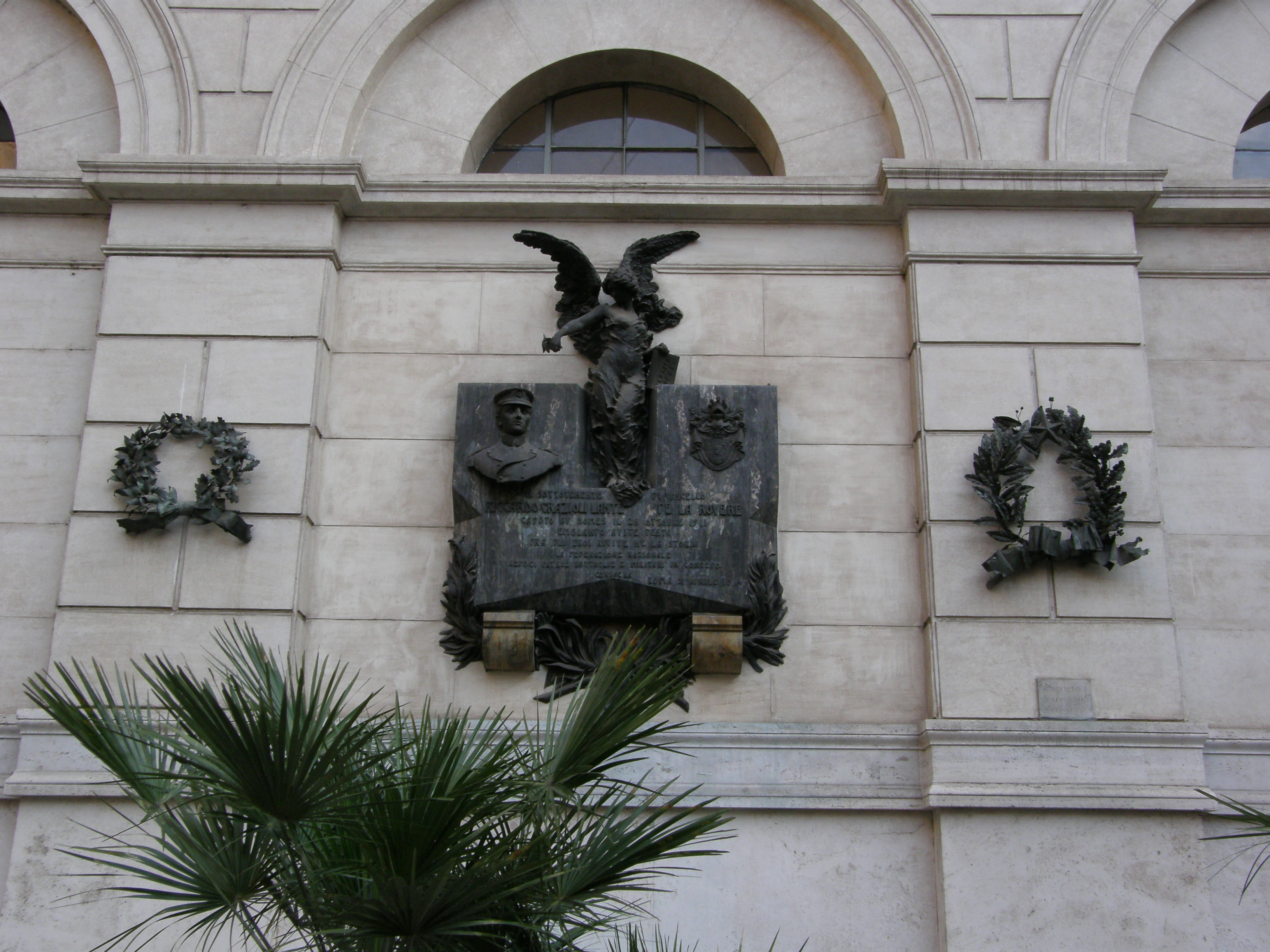
Targa in memoria di Riccardo Grazioli Lante della Rovere sul lato del Palazzo verso piazza Grazioli

La targa in marmo e bronzo con il ritratto della Gloria commemorano l'impresa del sottotenente di vascello Riccardo Grazioli Lante della Rovere, medaglia d'oro al valor militare, caduto ad Homs (oggi Al Khums), in Libia, il 28 ottobre del 1911 durante la guerra italo-turca.
La facciata del palazzo su via del Plebiscito è decorata da paraste con capitelli. Al centro di essa si apre il portone fiancheggiato da due colonne di ordine dorico di granito grigio e sormontato da un balcone.
A partire dal 1995, il piano nobile del palazzo fu concesso in affitto dal proprietario Giulio Grazioli Lante della Rovere a Silvio Berlusconi, al costo di circa 40 mila euro al mese. Da settembre 2013 Berlusconi rese Palazzo Grazioli sua residenza principale. Il contratto di affitto è stato disdetto dopo 25 anni, a partire dal 31 dicembre 2020, quando Berlusconi decise di trasferirsi in una villa di sua proprietà sull'Appia antica, acquistata per oltre 3 milioni di euro nel 2001 e poi prestata in comodato d'uso gratuito al regista Franco Zeffirelli, fino alla morte di questi, nel 2019.
Il seminterrato del Palazzo è stato anche la sede della RED TV (originariamente Nessuno TV, canale televisivo digitale presieduto da Massimo D'Alema) dal 2008 al 2011 quando, in seguito al fallimento dell'emittente, anche il seminterrato fu preso in affitto da Silvio Berlusconi.
Dal 2023 il palazzo è sede della stampa estera.